# 1978-as Intervíziós Dalfesztivál
Az 1978-as Intervíziós Dalfesztivál volt a második Intervíziós Dalfesztivál, melynek sorozatban másodszor a lengyelországi Sopot adott otthont. A pontos helyszín a Forest Opera volt. A versenyre 1978. augusztus 23. és 26. között került sor.

## A helyszín és a verseny
A verseny pontos helyszíne sorozatban másodszor a lengyelországi Sopotban található Forest Opera volt, amely 4 400 fő befogadására alkalmas.
Egy szabálymódosítás szerint minden előadó csak egy dalt énekelhetett.
Ebben az évben egy új szavazási rendszert vezettek be: a nemzetközi szakmai zsűri hat dalt értékelt 1, 3, 6, 8, 10 és 12 ponttal.
Ez volt az egyetlen alkalom, hogy a versenynek két győztese volt: Csehszlovákia és a Szovjetunió.
A verseny házigazdái sorozatban másodszor Irena Dziedzic és Jacek Bromski voltak.

## A résztvevők
Először vett részt a versenyen Kanada. Jugoszlávia és Kuba pedig visszalépett a versenytől.
Érdekesség, hogy a dalfesztivál szovjet győztese, Alla Pugacsova később, 1997-ben részt vett az Eurovíziós Dalfesztiválon is, ahol tizenötödik helyezést ért el.

## A szavazás
A nemzetközi zsűrit Bulgária, Csehszlovákia, Finnország, Kuba, Lengyelország, Magyarország, Románia és a Szovjetunió zsűritagjai alkották.

## Döntő
| #  | Ország                         | Nyelv   | Előadó             | Dal                        | Magyar fordítás                | Helyezés | Pontszám |
| -- | ------------------------------ | ------- | ------------------ | -------------------------- | ------------------------------ | -------- | -------- |
| 01 | Német Demokratikus Köztársaság | német   | 4PS                | Nachtigall                 | Csalogány                      | 2.       | 64       |
| 02 | Románia                        | román   | Mihaela Oancea     | Scuzati                    | Elnézést                       | 4.       | 22       |
| 03 | Bulgária                       | bolgár  | Tonika és Drago    | Dovizsdane do utre         | Viszlát holnapig               | 5.       | 10       |
| 04 | Lengyelország                  | lengyel | Lidia Stanisławska | Gwiazda nad tobą           | A csillag feletted             | 3.       | 48       |
| 05 | Csehszlovákia                  | cseh    | Václav Neckář      | Patrik                     | —                              | 1.       | 88       |
| 06 | Szovjetunió                    | orosz   | Alla Pugacsova     | Vszjo mogut koroli         | A királyok mindent megtehetnek | 1.       | 88       |
| 07 | Finnország                     | angol   | Ikarus             | Godbye Bad Times           | Viszlát, rossz idők            | N/A      | N/A      |
| 08 | Kanada                         | francia | Louise Forestier   | La saisie                  | A belépés                      | N/A      | N/A      |
| 09 | Spanyolország                  | spanyol | Juan Erasmo Mochi  | Gitanito                   | Kis cigány                     | N/A      | N/A      |
| 10 | Német Demokratikus Köztársaság | német   | Dagmar Frederic    | Einen Tag heb für mich auf | Szüntess meg nekem egy napot   | N/A      | N/A      |
| 11 | Magyarország                   | magyar  | Szűcs Judith       | Ha táncolsz velem          | —                              | N/A      | N/A      |
| 12 | Lengyelország                  | lengyel | Krzysztof Krawczyk | Jak minął dzień            | Hogy telt a napod?             | N/A      | N/A      |

## Zsűri és a szavazás sorrendje
- Bulgária – Atanasz Koszev
- Lengyelország – Zbigniew Napierała, Barbara Pietkiewicz, Jerzy Gruza
- Csehszlovákia – Jiří Malásek
- Finnország – Jarmo Porola
- Románia – Titus Muntenau
- Kuba – Alberto Vera
- Magyarország – Tánczos Gábor
- Szovjetunió – Sztella I. Zsolanova

## Térkép

Részt vevő országok
Országok, melyek korábban részt vettek, de ebben az évben nem

## Fordítás
Ez a szócikk részben vagy egészben  a(z)   Конкурс песни Интервидение 1978 című orosz Wikipédia-szócikk ezen változatának fordításán alapul.  Az eredeti cikk szerkesztőit annak laptörténete sorolja fel. Ez a jelzés csupán a megfogalmazás eredetét és a szerzői jogokat jelzi, nem szolgál a cikkben szereplő információk forrásmegjelöléseként.